# Luge als Jocs Olímpics d'hivern de 2006 - Parelles masculines
Als Jocs Olímpics d'Hivern de 2006 celebrats a la ciutat de Torí (Itàlia) es disputà una prova de luge en categoria per parelles masculina que formà part del programa oficial dels Jocs.
La competició tingué lloc el dia 15 de febrer de 2006 a les instal·lacions esportives de Cesana Pariol. Hi participaren un total de 42 corredors de 13 comitès nacionals diferents.

## Resum de medalles
| Or                                       | Argent                                       | Bronze                                             |
| Àustria Andreas Linger · Wolfgang Linger | Alemanya André Florschütz · Torsten Wustlich | Itàlia Gerhard Plankensteiner · Oswald Haselrieder |

## Resultats
Les dues carreres es disputaren el dia 15 de febrer. El temps de les dues mànegues es combinà per escollir els vencedors.
| Posició | Nom                                       | CON          | Volta 1      | Volta 2  | Total    | Dif.  |
| ------- | ----------------------------------------- | ------------ | ------------ | -------- | -------- | ----- |
| 1       | Andreas Linger Wolfgang Linger            | Àustria      | 47.028       | 47.469   | 1:34.497 | —     |
| 2       | André Florschütz Torsten Wustlich         | Alemanya     | 47.141       | 47.666   | 1:34.807 | 0.310 |
| 3       | Gerhard Plankensteiner Oswald Haselrieder | Itàlia       | 47.236       | 47.694   | 1:34.930 | 0.433 |
| 4       | Markus Schiegl Tobias Schiegl             | Àustria      | 47.108       | 47.843   | 1:34.951 | 0.454 |
| 5       | Patrick Gruber Christian Oberstolz        | Itàlia       | 47.620       | 47.336   | 1:34.956 | 0.459 |
| 6       | Patric Leitner Alexander Resch            | Alemanya     | 47.198       | 47.762   | 1:34.960 | 0.463 |
| 7       | Andris Šics Juris Šics                    | Letònia      | 47.353       | 47.761   | 1:35.114 | 0.617 |
| 8       | Preston Griffall Dan Joye                 | Estats Units | 47.722       | 47.688   | 1:35.410 | 0.913 |
| 9       | Chris Moffat Mike Moffat                  | Canadà       | 47.715       | 47.826   | 1:35.541 | 1.044 |
| 10      | Grant Albrecht Eric Pothier               | Canadà       | 47.478       | 48.083   | 1:35.561 | 1.064 |
| 11      | Mihail Kuzmitch Jury Veselov              | Rússia       | 47.556       | 48.094   | 1:35.650 | 1.153 |
| 12      | Goro Hayashibe Masaki Toshiro             | Japó         | 48.067       | 47.793   | 1:35.860 | 1.363 |
| 13      | Lubomir Mick Walter Marx                  | Eslovàquia   | 48.412       | 47.857   | 1:36.269 | 1.772 |
| 14      | Andriy Kis Yuriy Hayduk                   | Ucraïna      | 48.850       | 48.327   | 1:37.177 | 2.680 |
| 15      | Eugen Radu Marian Lăzărescu               | Romania      | 49.526       | 48.357   | 1:37.883 | 3.386 |
| 16      | Antonin Broz Lukas Broz                   | Txèquia      | 49.415       | 48.697   | 1:38.112 | 3.615 |
| 17      | Marcin Piekarski Krzysztof Lipinski       | Polònia      | 49.829       | 48.616   | 1:38.445 | 3.948 |
| 18      | Cosmin Chetroiu Ionuţ Ţăran               | Romania      | 48.625       | 50.968   | 1:39.593 | 5.096 |
| —       | Oleg Zherbetskyy Roman Yazvinskyy         | Ucraïna      | 50.897       | no sortí |          |       |
| —       | Mark Grimmette Brian Martin               | Estats Units | no finalitzà |          |          |       |
| —       | Vladimir Boitsov Dmitriy Khamkin          | Rússia       | no finalitzà |          |          |       |